# ウィリアム・アンズリー (初代グレローリー子爵)
初代グレローリー子爵ウィリアム・アンズリー（英語: William Annesley, 1st Viscount Glerawly、1710年頃 – 1770年9月12日）は、アイルランド王国の政治家、貴族。

## 生涯
フランシス・アンズリー（Francis Annesley、1663年10月24日洗礼 – 1750年8月7日、初代ヴァレンティア子爵フランシス・アンズリーの孫）と1人目の妻エリザベス・マーティン（Elizabeth Martin、サー・ジョセフ・マーティンの娘）の六男として、1710年頃に生まれた。
1738年に法廷弁護士になり、1741年から1758年までミドルトン選挙区の代表としてアイルランド庶民院議員を務めた。1750年8月7日にアイルランド貴族であるダウン県におけるキャッスルウェランのアンズリー男爵に叙され、同年11月23日にダウン県長官に任命された後、1759年11月29日にアイルランド貴族院議員に就任、1766年11月14日に（同じくアイルランド貴族である）ファーマナ県におけるグレローリー子爵に叙された。
1770年9月12日にクロンターフで死去、長男フランシス・チャールズが爵位を継承した。

## 家族
1738年8月16日、ダブリンでアン・ベレスフォード（Anne Beresford、1770年5月12日没、初代ティロン伯爵マーカス・ベレスフォードの娘）と結婚、2男1女をもうけた。
- キャサリン（1770年11月23日没） - 1760年7月14日、第2代アラン伯爵アーサー・サンダース・ゴアと結婚、子供あり
- フランシス・チャールズ（1740年 – 1802年） - 第2代グレローリー子爵、後に初代アンズリー伯爵に叙爵
- リチャード（1745年 – 1824年） - 第2代アンズリー伯爵